# Ny Carlsberg Glyptotek
Ny Carlsberg Glyptotek ist ein Museum in Kopenhagen. Es zeigt sowohl antike Skulpturen des Mittelmeerraums aus Ägypten, Rom und Griechenland als auch moderne Skulpturen von Auguste Rodin und Edgar Degas. Dänische und französische Gemälde aus dem 19. und 20. Jahrhundert des Impressionismus und Post-Impressionismus ergänzen die Sammlung.

## Geschichte
Die Bestände gehen zurück auf die Kunstsammlung des dänischen Industriellen Jacob Christian Jacobsen, dessen Sohn Carl Jacobsen die Sammlung bedeutend erweiterte und 1888 der Öffentlichkeit stiftete. Der Name leitet sich ab vom Namen der Brauerei Carlsberg mit den Zusätzen Neu und Glyptothek, also Skulpturensammlung. Carl Jacobsen wählte diesen Namen aus Begeisterung für die Glyptothek in München. Für die Sammlung wurde nach dem Entwurf der Architekten Vilhelm Dahlerup und Hack Kampmann das Gebäude am Dantes Plads in Kopenhagen errichtet. Auch heute noch finanziert sich das Museum über einen Obolus, der auf jede Flasche Bier der Brauerei Carlsberg aufgeschlagen wird. Es wird darüber hinaus von der Carlsberg-Stiftung unterstützt. Zum hundertjährigen Jubiläum der Antikensammlung im Jahr 2006 wurde das Gebäude umfangreich renoviert.

## Architektur
Das ursprüngliche Museumsgebäude wurde von Vilhelm Dahlerup entworfen und 1897 fertiggestellt. Ein markantes Merkmal ist der Wintergarten mit seiner charakteristischen Kuppel, die warmes Licht in den grünen Raum bringt. 1996 wurde das Museum durch das Architekturbüro Henning Larsen erweitert. Der Anbau befindet sich im ehemaligen Konservatorenhof des Museums und ist über eine breite, sanft ansteigende, glasüberdachte Marmortreppe mit dem Wintergarten verbunden. Der Anbau entspricht den neuesten Sicherheitsstandards für den Umgang mit antiker Kunst. Die regulierbare Klimaanlage gewährleistet eine kontinuierliche Konservierung sowohl der eigenen als auch der ausgeliehenen Kunstwerke und ermöglicht es dem Museum, internationale Werke und Ausstellungen nach Kopenhagen zu holen.

## Direktoren
- Carl Jacobsen (1897–1914)
- Helge Jacobsen (1914–1925)
- Frederik Poulsen (1926–1943)
- Vagn Poulsen (1943–1970)
- Mogens Gjødesen (1970–1978)
- Flemming Johansen (1978–1998)
- Søren Dietz (1998–2001)
- Flemming Friborg (2002–Februar 2017)
- Christine Buhl Andersen (März 2017–Februar 2020)
- Gertrud Hvidberg-Hansen (seit März 2020)

## Abbildungen

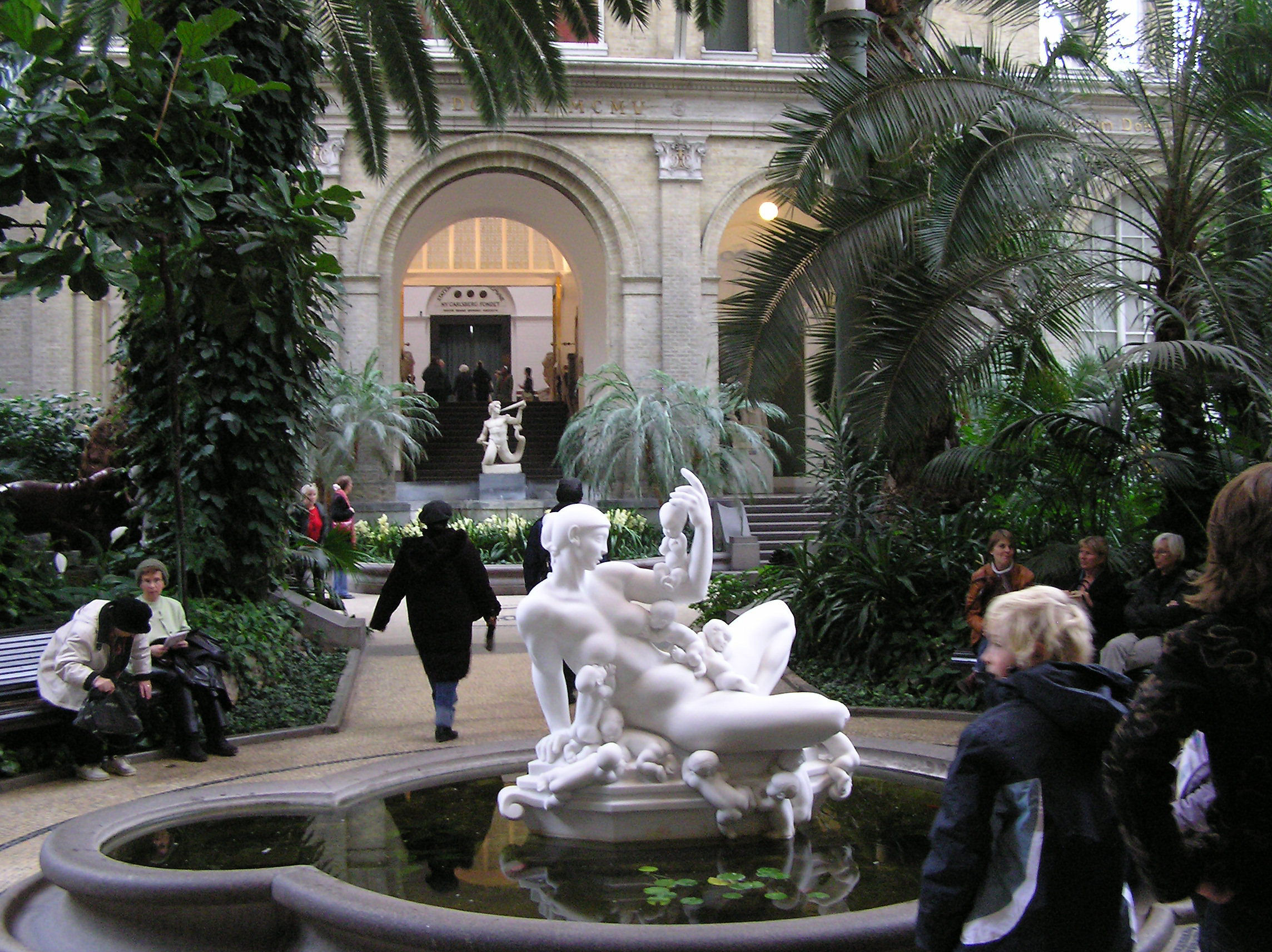
Ny Carlsberg Glyptotek: Innenansicht des Palmengartens
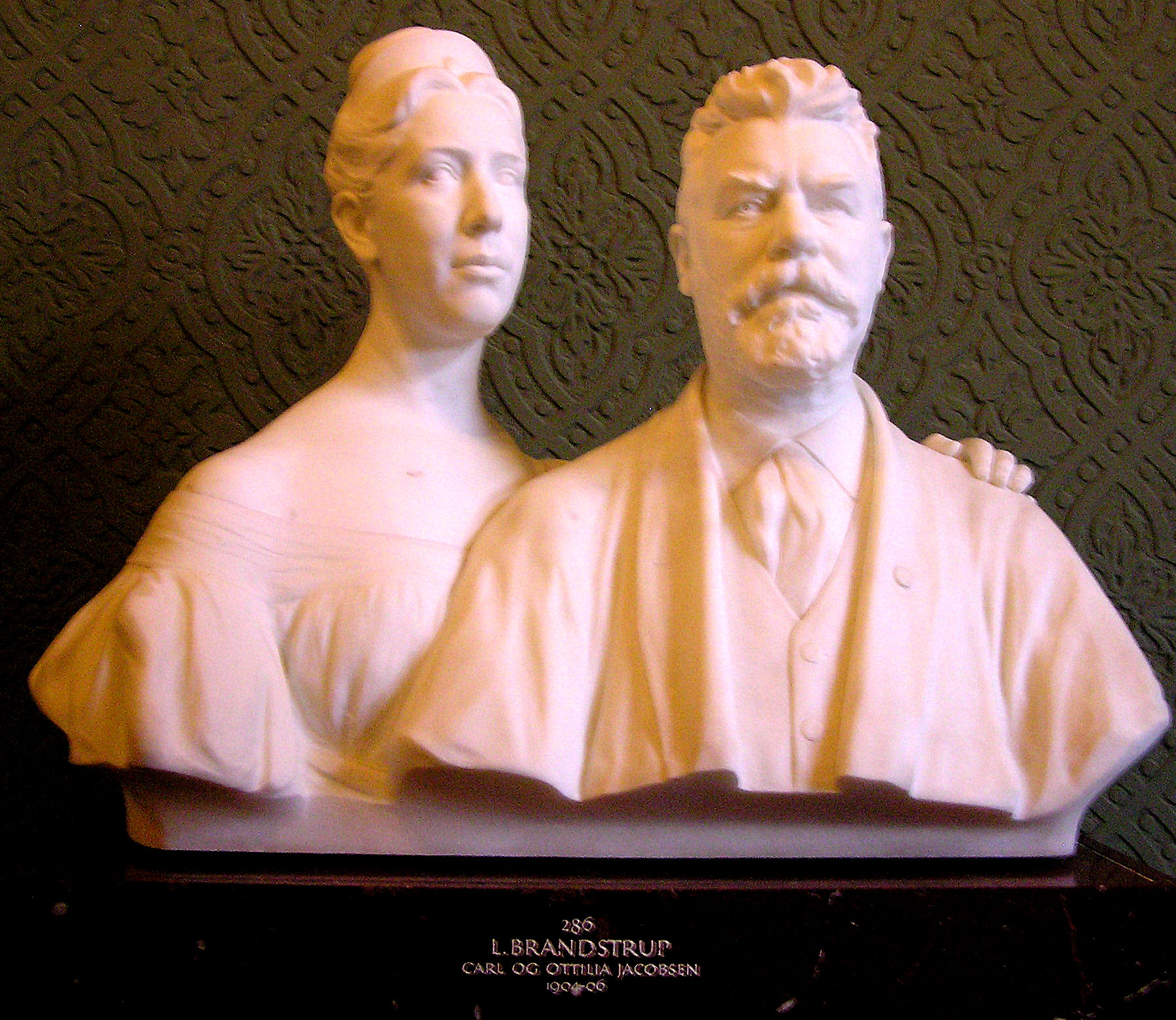
L. Brandstrup: Stifterehepaar Carl und Ottilia Jacobsen
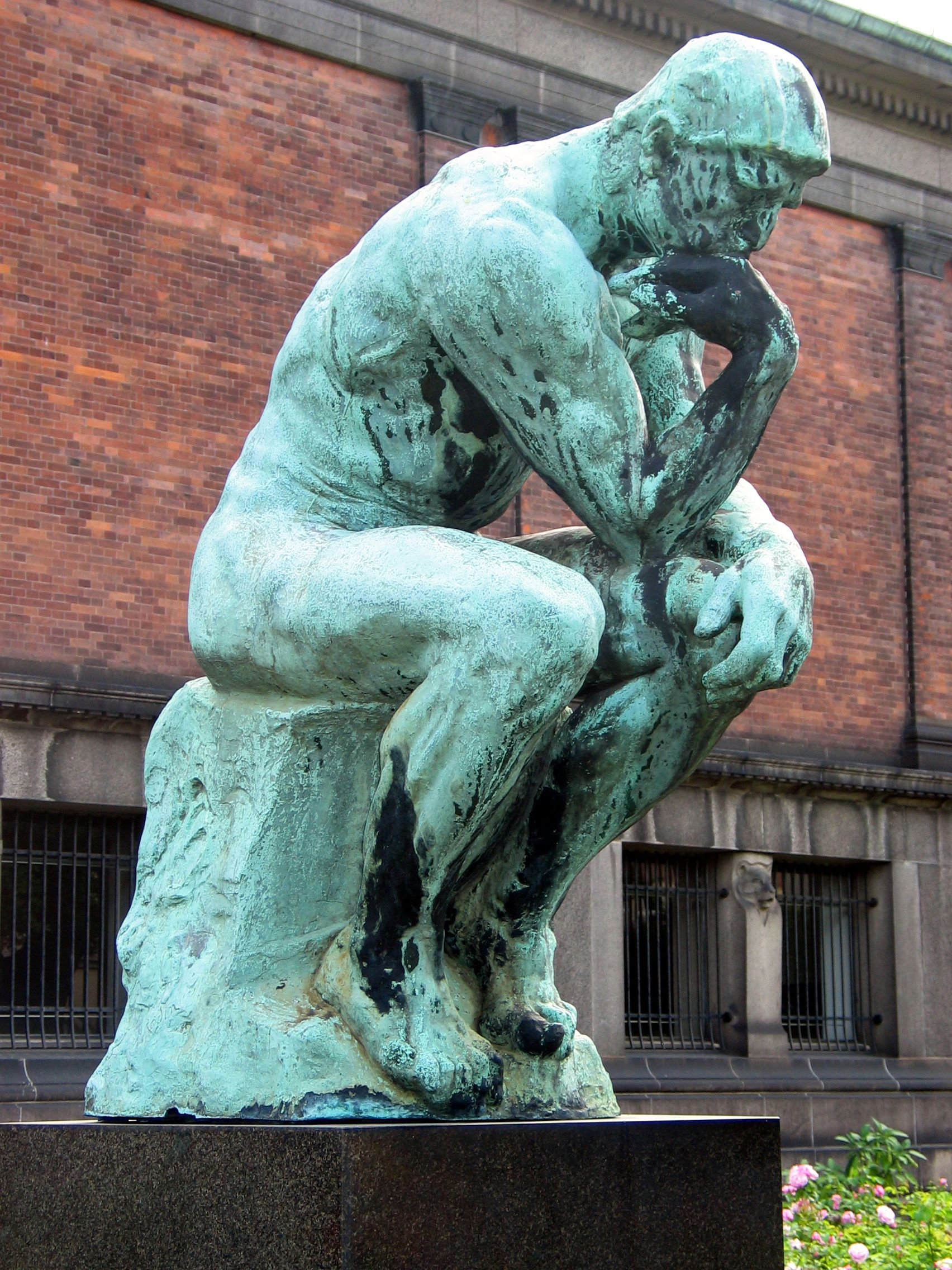
Auguste Rodin: Der Denker
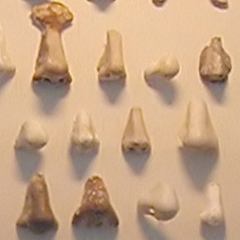
Nasothek
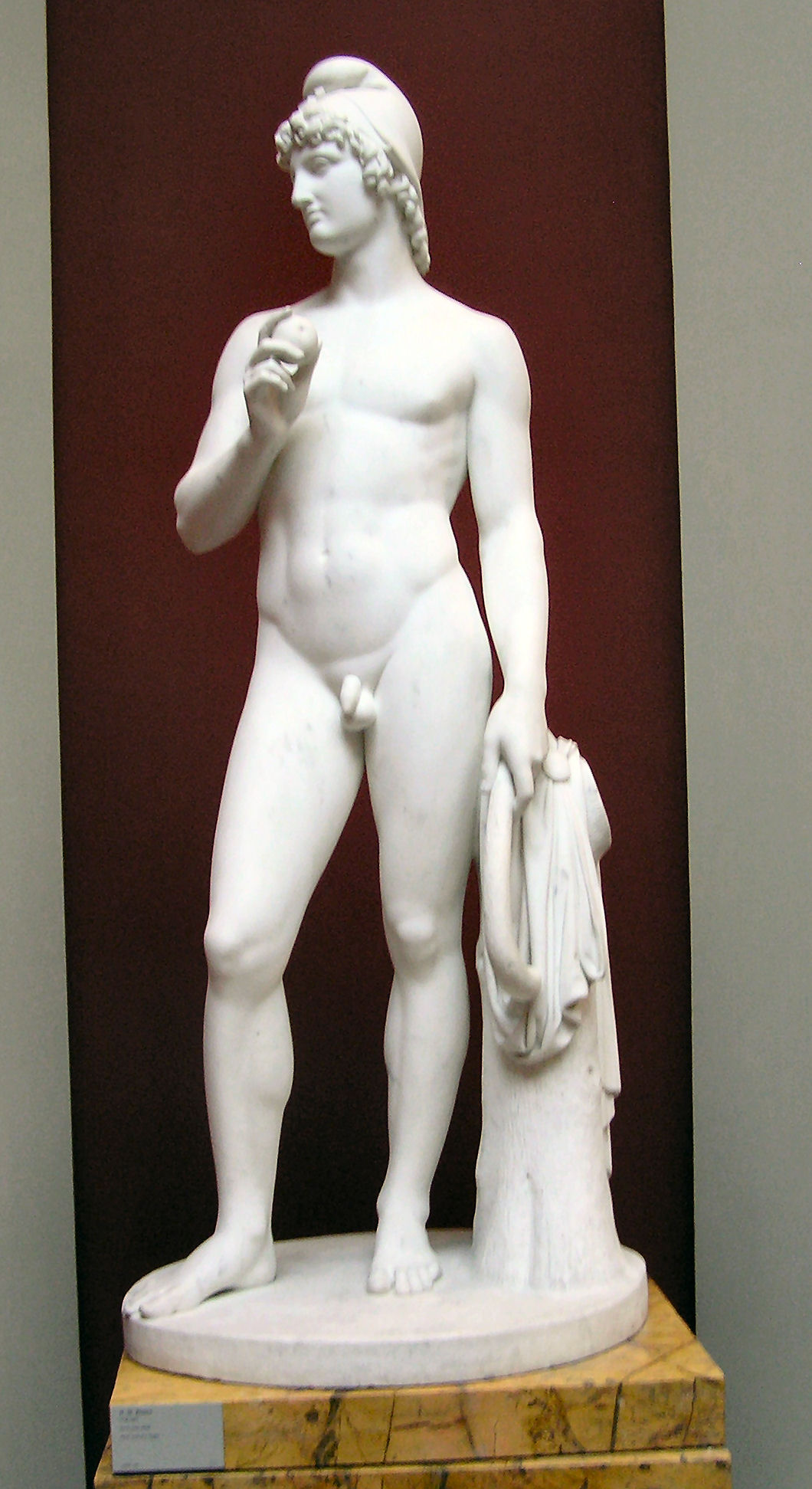
Herman Wilhelm Bissen: Skulptur des Paris
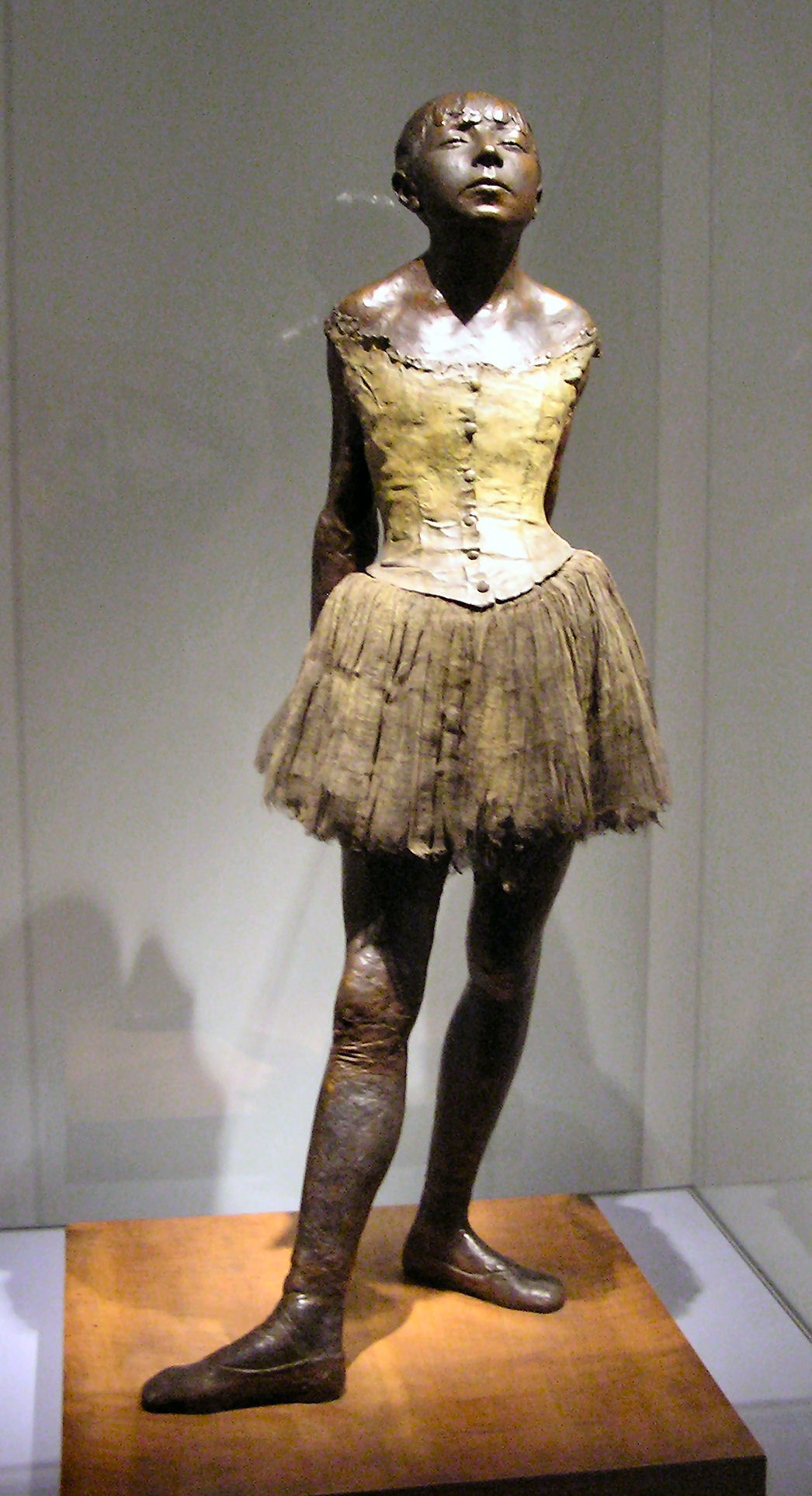
Edgar Degas: Kleine vierzehnjährige Tänzerin
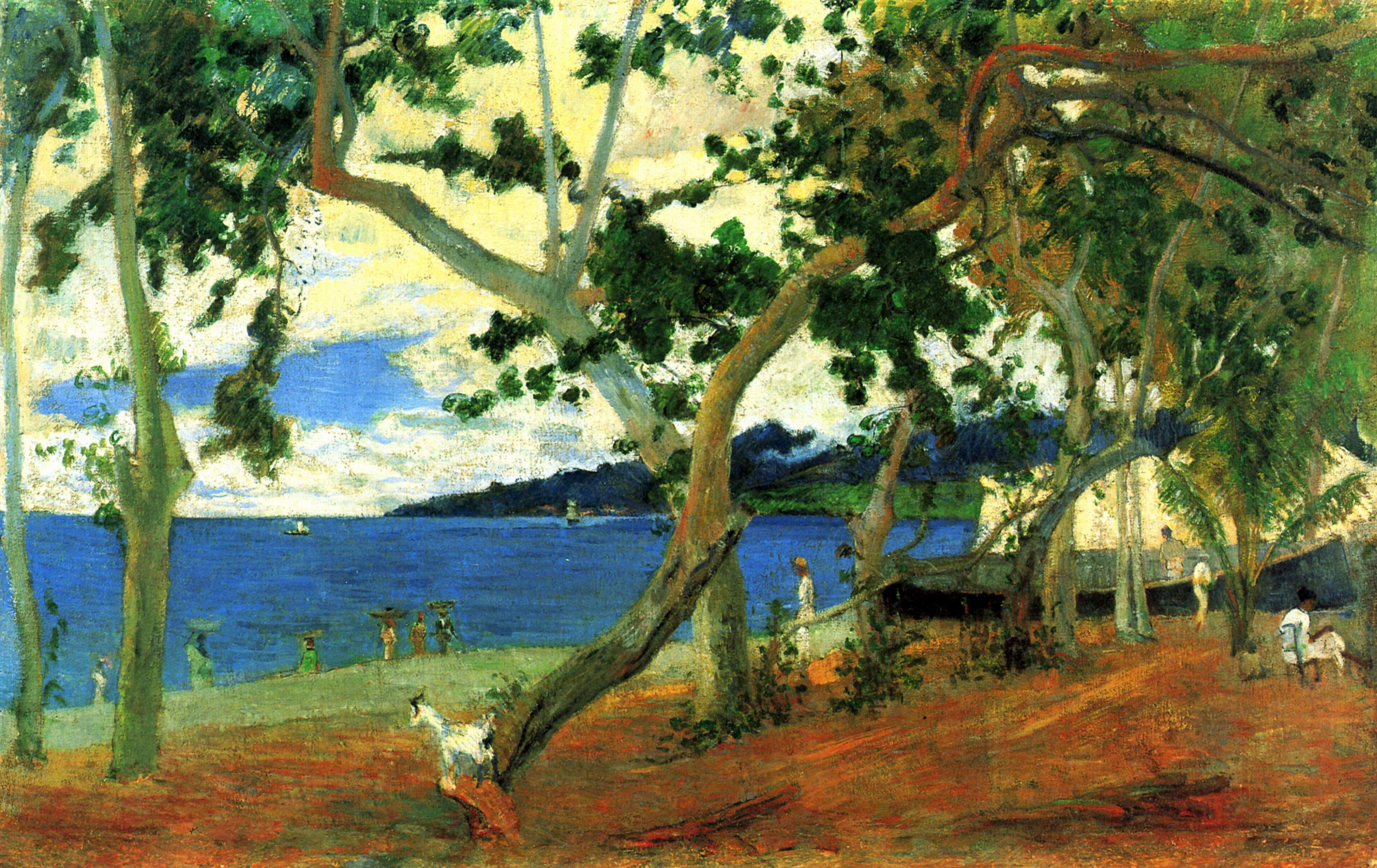
Paul Gauguin: Meeresküste
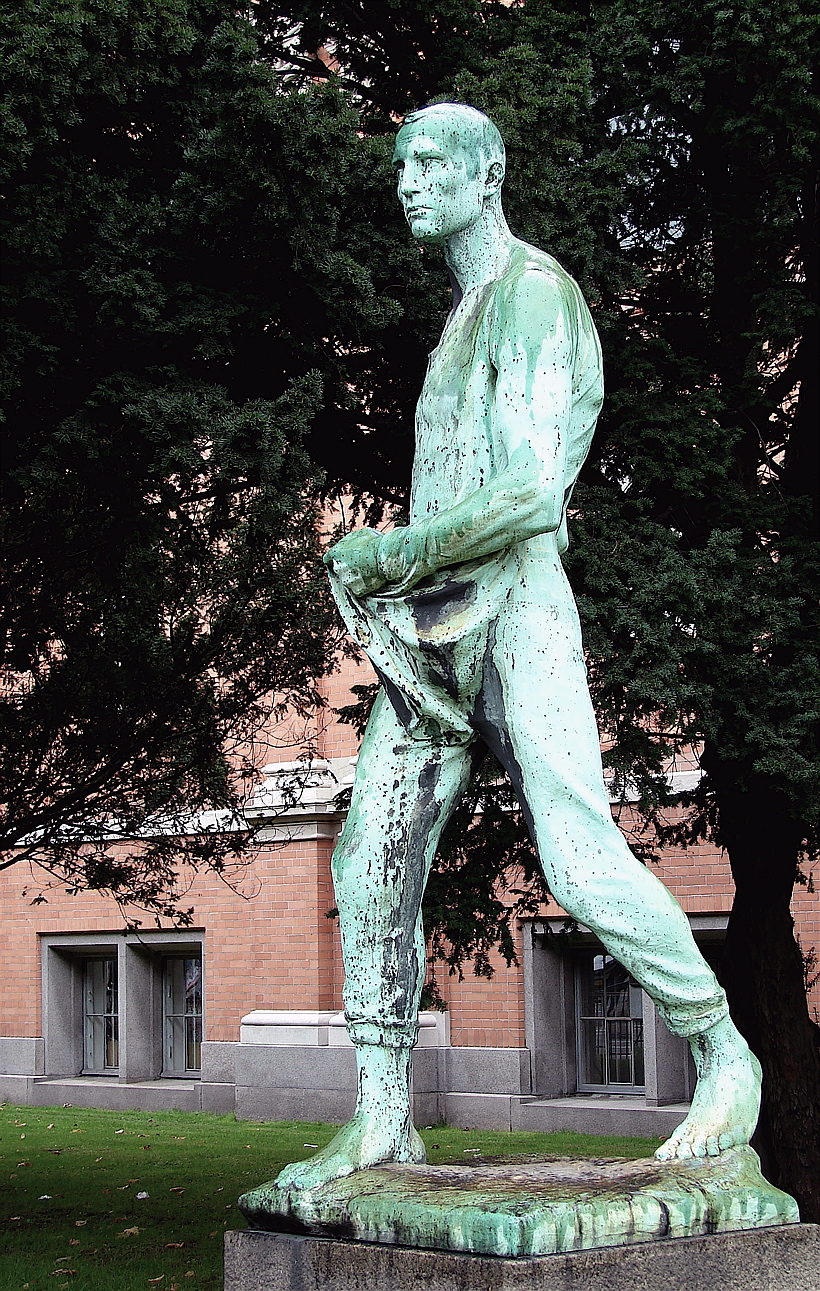
Constantin Meunier: Der Sämann